# المحلة الكبرى
المحلة الكبرى هي إحدى أهم المدن المصرية وأكبر مدن محافظة الغربية. تقع في قلب دلتا النيل وتبعد عن القاهرة حوالي 110 كم وعن الإسكندرية 120 كم، وهي ذات موقع متوسط بين طنطا وكفر الشيخ والمنصورة إذ تبعد 25 كم عن كل مدينة منهما. المحلة قلعة صناعة الغزل والنسيج في مصر ففيها أكبر وأقدم مصانع النسيج في مصر، مثل شركة مصر للغزل والنسيج التي يعمل بها عشرات الآلاف من العمال. لعبت المدينة دورًا رياديًا في تطوير صناعة النسيج منذ بدايات القرن العشرين، وساهمت في دعم الاقتصاد الوطني.
المدينة قديمة تعود لعهد الفراعنة واسمها الروماني ديدوسية ثم أصبح اسمها في بداية العهد الإسلامي بمحلة دقلا قبل أن تستقر تسميتها بالمحلة الكبرى. شهدت المدينة تحولات كبيرة خلال العصور المختلفة من أنها كانت عاصمة لإقليم الغربية من العهد الفاطمي إلى العصر العثماني. كما تشتهر المدينة بإضراباتها العمالية التي كان لها تأثير كبير على مسار الحياة السياسية والاقتصادية في المدينة ومصر كلها. أما اسم المدينة فالمحلة هو الموضع الذي يحل به، سميت بالكبرى تميزًا لها عن المواضع الأخرى المسمى بالمحلة أنها أكبرها وأشهرها.

## التاريخ
يستدل من الاكتشافات الأثرية أن موقع المدينة الحالية كان مأهولًا بالسكان على الأقل في أواخر العصر المصري القديم. رصد علماء الحملة الفرنسية العديد من الكتل الحجرية الفرعونية موجودة في مباني المدينة القائمة. أحصى نيستور لوت في عام 1828 نحو 120 عمودًا جرانيتياً قديمًا في بنيان مساجد المدينة. ذكر أن المدينة عثر فيها على ثلاث قطع أثرية فرعونية من الجرانيت الأحمر وتابوت عليه اسم بسماتيك الأول وأخر عليه اسم أحمس الأول.
افترض عالم المصريات إميل أميلينو (1850-1915) أن المدينة ربما كانت تُعرف في العصر القبطي باسم التشإيري. ذكرها المؤرخ يوحنا النقيوسي باسم ديدوسية (Didouseya) وذكرت في كتب القبط باسم دقلا (Dakala). بعد الفتح الإسلامي لمصر سمها القائد سعد الدين الأنصاري ب«محلة دقلا» وذكر أيضا أن اسمها محلة شرقيون، ثم اتصل بناء المحلة مع قرية صندفا المقابلة لها فأصبحوا مدينة واحد باسم محلة الكبراء لأنها كان فيها من النفوذ والحكم ومكان إقامة الأمراء والشيوخ وحرف الاسم بعد ذلك إلى «المحلة الكبرى» نسبة لأنها أكبر البلاد التي سميت بالمحلة.
كانت المحلة تابعة لسمنود حتى عام 1076 في عهد الفاطميين عندما أصبحت المحلة عاصمة إقليم الغربية، استمرت كذلك مع تغير حدود إقليم الغربية وقت الحملة الفرنسية وفي العصر العثماني. قاوم أهل المحلة القوات الفرنسية الغازية عند المرور ببلدتهم فضربتهم القوات الفرنسية بالمدافع والبنادق وقتلوا من أهل البلدة ما يزيد عن 600 نفر وطالبوا أهل البلاد بدفع قرابة 100 ألف ريال فرنسي. قال الرحالة التركي أوليا جلبي أن المحلة عندما زارها كانت مقسمة إلى 3 نواح بها 16,000 دار ذات طوابق عديدة ونحو 70 جامع ومثله من المساجد و16 مدرسة ونحو 70 تكية و200 سبيل و5 حمامات و2345 داكن و48 مقهى و77 خان و7 كنائس وبها 200 مصنع للزيوت و380 طاحونة.
ضم إلى مديرية الغربية مديرية المنوفية في عام 1813 وسُمّيت بمديرية روضة البحرين وكانت المحلة عاصمة تلك المديرية الكبيرة حتى سنة 1836م عندما نقل عباس حلمي الأول الذي كان مدير الغربية العاصمة إلى طنطا بسبب توسطها المديرية. أنشئ في عهد محمد علي بالمدينة مصنع للغزل والنسيج به 120 دولاب و60 مشط و200 نول، كما احتوى المصنع على مسابك للحديد والخراطة لصناعة وصيانة أدوات الغزل، إلا أن المصنع كانت تحتكره الحكومة مما أدى إلى خرابه قبل نهاية عهد محمد علي.
أصرت نظارة الداخلية قرار في عام 1882 بإلغاء مركز سمنود ونقل ديوان المركز إلى مدينة المحلة وتسميته بمركز المحلة الكبرى، وبذلك أصبحت هذه المدينة قاعدة لمركز المحلة من تلك السنة. ثم صدر قرار في 18 إبريل 1871 بفصل 12 بلدة من مركز المحلة وستة من مركز زفتى لتشكل مركز سمنود. وقعت بالمدينة مظاهرة سلمية ضخمة يوم 15 مارس ضمن أحداث ثورة 1919. ألغي مركز سمنود وأعيدت بلداته إلى مراكزها الأصلية في 16 مايو 1929 ثم صدر صدر قرار إعادة المركز في 13 أبريل 1930 ثم إلغائه 24 فبراير 1931 ثم أخيرًا عاد المركز في 2 مارس 1935. خرجت مظاهرة بالمدينة يوم 18 نوفمبر في أحداث ثورة 1935 فهتفوا بالدستور والاستقلال وحزب الوفد وأضرب المحامون والأهالي في يوم 21 نوفمبر تضامنًا مع الأمة.
أضرب عمال شركة الغزل والنسيج في سبتمبر 1947 لمدة شهر تقريبا احتجاجا على رواتبهم وسوء الحالة المعيشية والبنية التحتية في مساكنهم هذا الفعل أخذ صدى واسع فشاركهم في إضرابهم عمال مصانع الغزل في الإسكندرية والقاهرة وامبابة والعباسية وشبرا الخيمة وأصدر عمال أخرون بيانات تضامن معهم مما أجبر الحكومة على تشكيل لجنة وزارية تبث في طلباتهم. ضمت قرية محلة البرج للمحلة بسبب اتصال بنينهما ببعض في عام 1960.

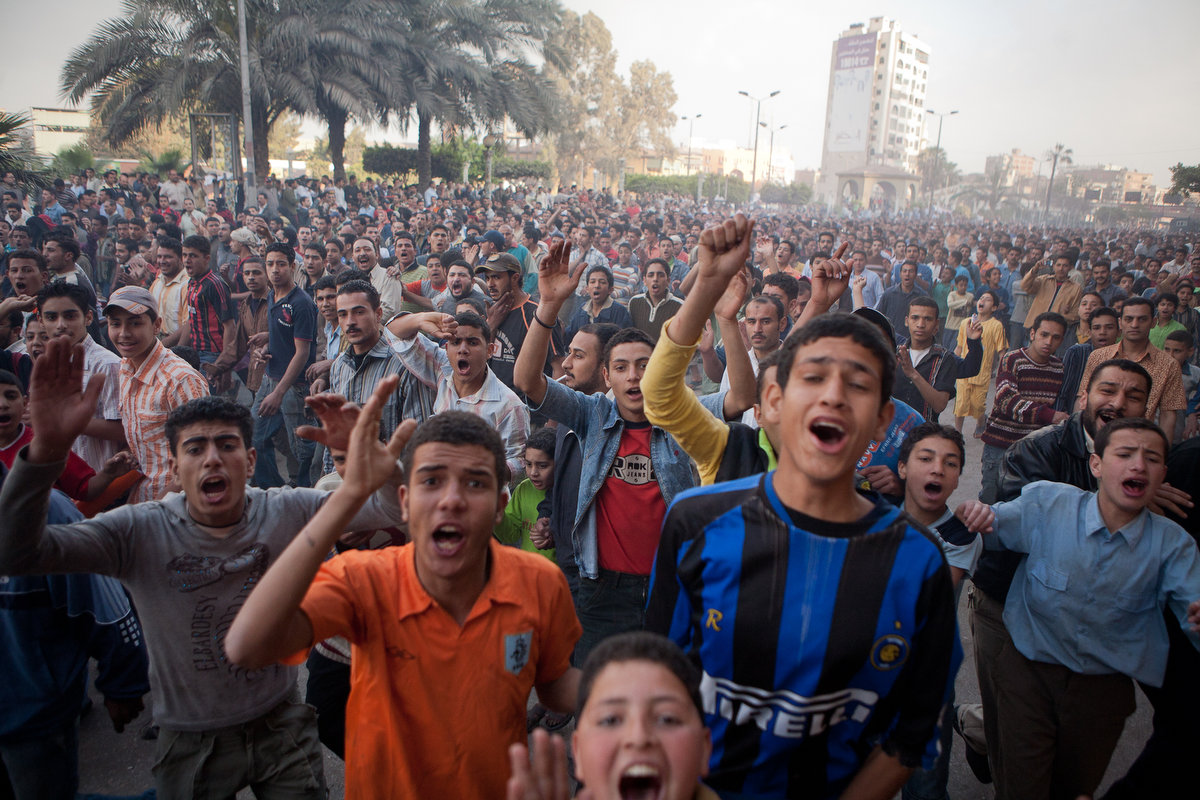
متظاهرون من المحلة في 7 أبريل 2008.

تظاهر 15,000 فرد في المحلة عام 2006 بعد نشر الرسوم الكاريكاتورية المسيئة للنبي محمد في صحيفة يولاندس بوستن ووصل الأمر إلى الاشتباك مع مع الشرطة. أضرب عمال مصنع النسيج في عام 2006 احتجاجًا على الظروف المعيشية المتردية. شهدت المحلة الكبرى حراك شعبي في عام 2008 بدأ باحتجاجات واسعة ضد الغلاء والفساد في أبريل 2008 ثم سرعان تحولت إلى حالة شغب قمعتها السلطات الأمنية بالقوة. تكررت الحادثة في مايو من العام نفسه وأسفرت المواجهات عن مقتل اثنين أو ثلاثة من المتظاهرين وإصابة العشرات. وشهدت المدينة آنذاك واقعة بارزة بإسقاط المتظاهرين لصورة للرئيس الأسبق حسني مبارك، وهي الحادثة التي عُدّت من نقاط التحول في الحياة السياسية المصرية، وأسهمت مع غيرها من التحركات في تآكل شرعية النظام وانهياره لاحقًا. كما شارك أهالي المدينة في ثورة 25 يناير، لدرجة أن قيل أن عدد المتظاهرين في المحلة في يوم 1 فبراير بلغ نحو ربع مليون شخص.
أضرب 25 ألف عامل من مصنع شركة مصر للغزل والنسيج بالمحلة الكبرى في 15 يوليو 2012، مطالبين بزيادة أجورهم وتحسين نظام التقاعد واستبدال الإدارة. وانضم إلى عمال مصنع مصر عمال سبعة مصانع نسيج أخرى في المنطقة. أعلن العمال والطلاب استقلالهم عن النظام الحكم في مصر في 7 ديسمبر وقطعوا خطوط السكك الحديدية وأغلقوا مداخل المدينة. واقتحم المتظاهرون مجلس المدينة وأعلنوا عزمهم على استبداله بمجلس ثوري. ووقعت مظاهرات واشتباكات بين مؤيدي محمد مرسي ومعارضيه في عام 2013.

## الجغرافيا

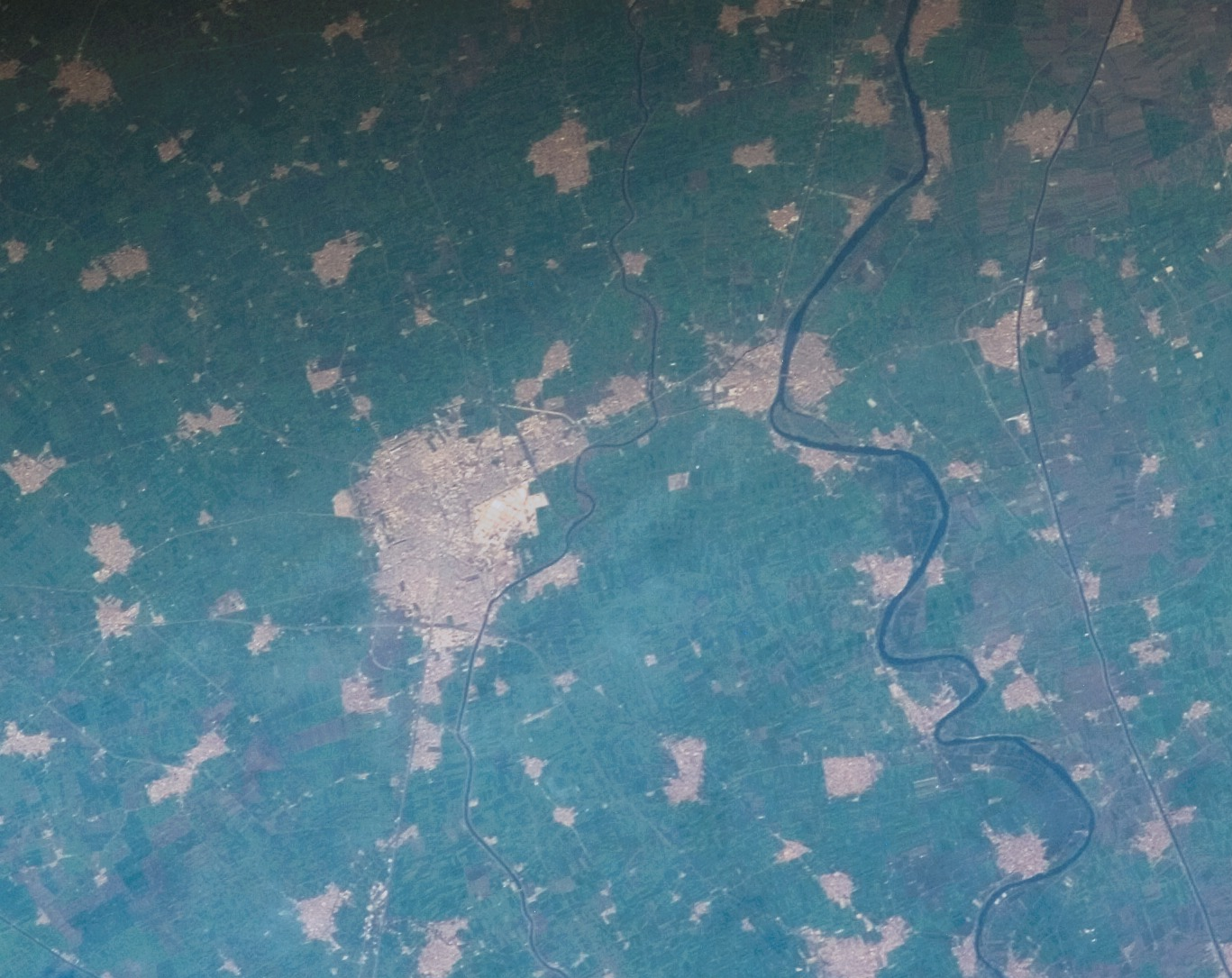
صورة فضائية لمدينة المحلة الكبرى توضع مدينة المحلة ومدينة سمنود المجاورة لها من مركز جونسون للفضاء التَّابعة لوكالة الفضاء الأَمريكيَّة في عام 2007

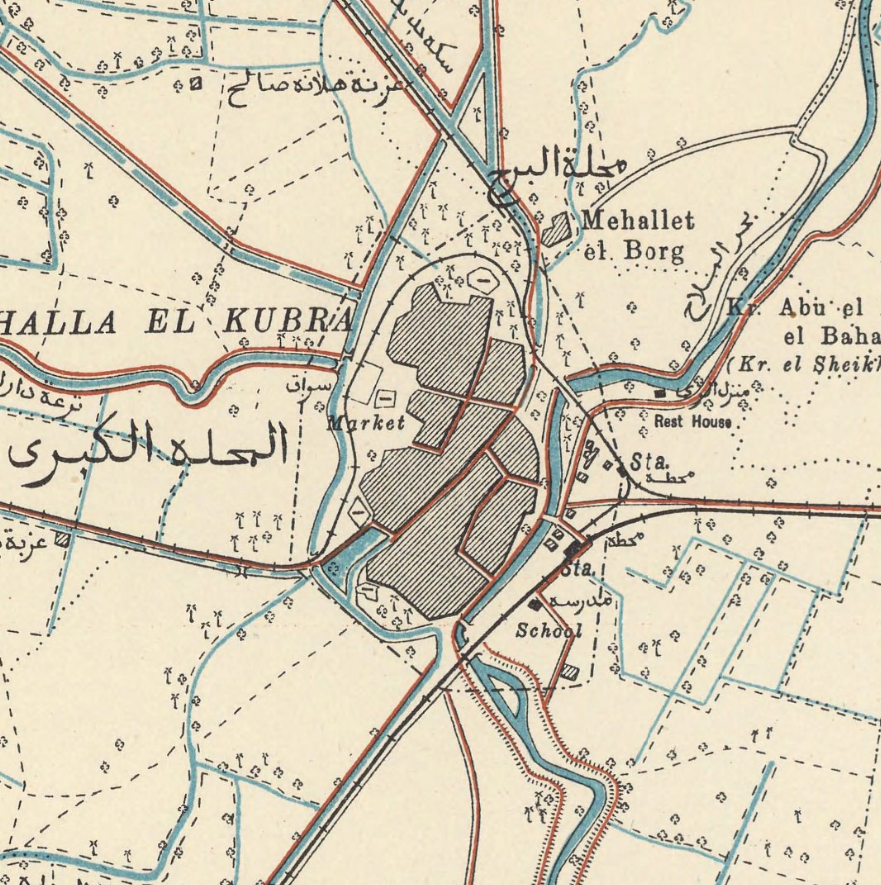
خريطة للمدينة سنة 1914

تقع المحلة في شمال شرق محافظة الغربية على ترعة الملاح (بحر المحلة) المتفرع من بحر شبين. أرض المدينة (مثل بقية الدلتا) ذات تربة سوداء طينية رسوبية متشكلة من طمي النيل. يحد المدينة من الشمال بطينة وكفر الجنينة وديرب هاشم ومن الجنوب كفر حجازي وشبرا ملكان ومن الشرق محلة أبو علي القنطرة ومن الغرب ميت الليث هاشم ودنوشر وبلقينا.
كانت المحلة الكبرى مدينة ليس لها زمام أي ليس لها أراض زراعية وكانت مدينة قائمة بذاتها حتى سنة 1260هـ، ثم أضيف إليها زمام صندفا وهورين بهرمس والمنتصرية وكلها قرى اتصلت بالمحلة، يبلغ زمامها الحالي 106 ألف فدان أو 22,57 كم2.

### المناخ
مناخ المحلة دافئ شتاء حار صيفًا وهو معتدل نسبيًا طوال العالم، تقع المدينة ضمن الإقليم الأوسط قليل المطر الذي يبلغ متوسط هطول المطر فيه ما بين 25 مم و100 مم.
| البيانات المناخية لـالمحلة الكبرى | البيانات المناخية لـالمحلة الكبرى | البيانات المناخية لـالمحلة الكبرى | البيانات المناخية لـالمحلة الكبرى | البيانات المناخية لـالمحلة الكبرى | البيانات المناخية لـالمحلة الكبرى | البيانات المناخية لـالمحلة الكبرى | البيانات المناخية لـالمحلة الكبرى | البيانات المناخية لـالمحلة الكبرى | البيانات المناخية لـالمحلة الكبرى | البيانات المناخية لـالمحلة الكبرى | البيانات المناخية لـالمحلة الكبرى | البيانات المناخية لـالمحلة الكبرى | البيانات المناخية لـالمحلة الكبرى |
| الشهر                             | يناير                             | فبراير                            | مارس                              | أبريل                             | مايو                              | يونيو                             | يوليو                             | أغسطس                             | سبتمبر                            | أكتوبر                            | نوفمبر                            | ديسمبر                            | المعدل السنوي                     |
| --------------------------------- | --------------------------------- | --------------------------------- | --------------------------------- | --------------------------------- | --------------------------------- | --------------------------------- | --------------------------------- | --------------------------------- | --------------------------------- | --------------------------------- | --------------------------------- | --------------------------------- | --------------------------------- |
| متوسط درجة الحرارة الكبرى °م (°ف) | 18.6 (65.5)                       | 19.6 (67.3)                       | 22.4 (72.3)                       | 26.4 (79.5)                       | 31.2 (88.2)                       | 32.8 (91.0)                       | 33.5 (92.3)                       | 33.6 (92.5)                       | 31.8 (89.2)                       | 28.9 (84.0)                       | 24.8 (76.6)                       | 20.4 (68.7)                       | 27.0 (80.6)                       |
| المتوسط اليومي °م (°ف)            | 12.1 (53.8)                       | 12.8 (55.0)                       | 15.3 (59.5)                       | 18.7 (65.7)                       | 22.8 (73.0)                       | 25.2 (77.4)                       | 26.6 (79.9)                       | 26.5 (79.7)                       | 24.7 (76.5)                       | 22.2 (72.0)                       | 18.9 (66.0)                       | 14.2 (57.6)                       | 20.0 (68.0)                       |
| متوسط درجة الحرارة الصغرى °م (°ف) | 5.6 (42.1)                        | 6 (43)                            | 8.2 (46.8)                        | 11 (52)                           | 14.5 (58.1)                       | 17.7 (63.9)                       | 19.7 (67.5)                       | 19.4 (66.9)                       | 17.6 (63.7)                       | 15.6 (60.1)                       | 13 (55)                           | 8 (46)                            | 13.0 (55.4)                       |
| الهطول مم (إنش)                   | 14 (0.6)                          | 10 (0.4)                          | 7 (0.3)                           | 4 (0.2)                           | 3 (0.1)                           | 0 (0)                             | 0 (0)                             | 0 (0)                             | 0 (0)                             | 3 (0.1)                           | 7 (0.3)                           | 12 (0.5)                          | 60 (2.5)                          |
| المصدر: climate-data.org          |                                   |                                   |                                   |                                   |                                   |                                   |                                   |                                   |                                   |                                   |                                   |                                   |                                   |

## السكان

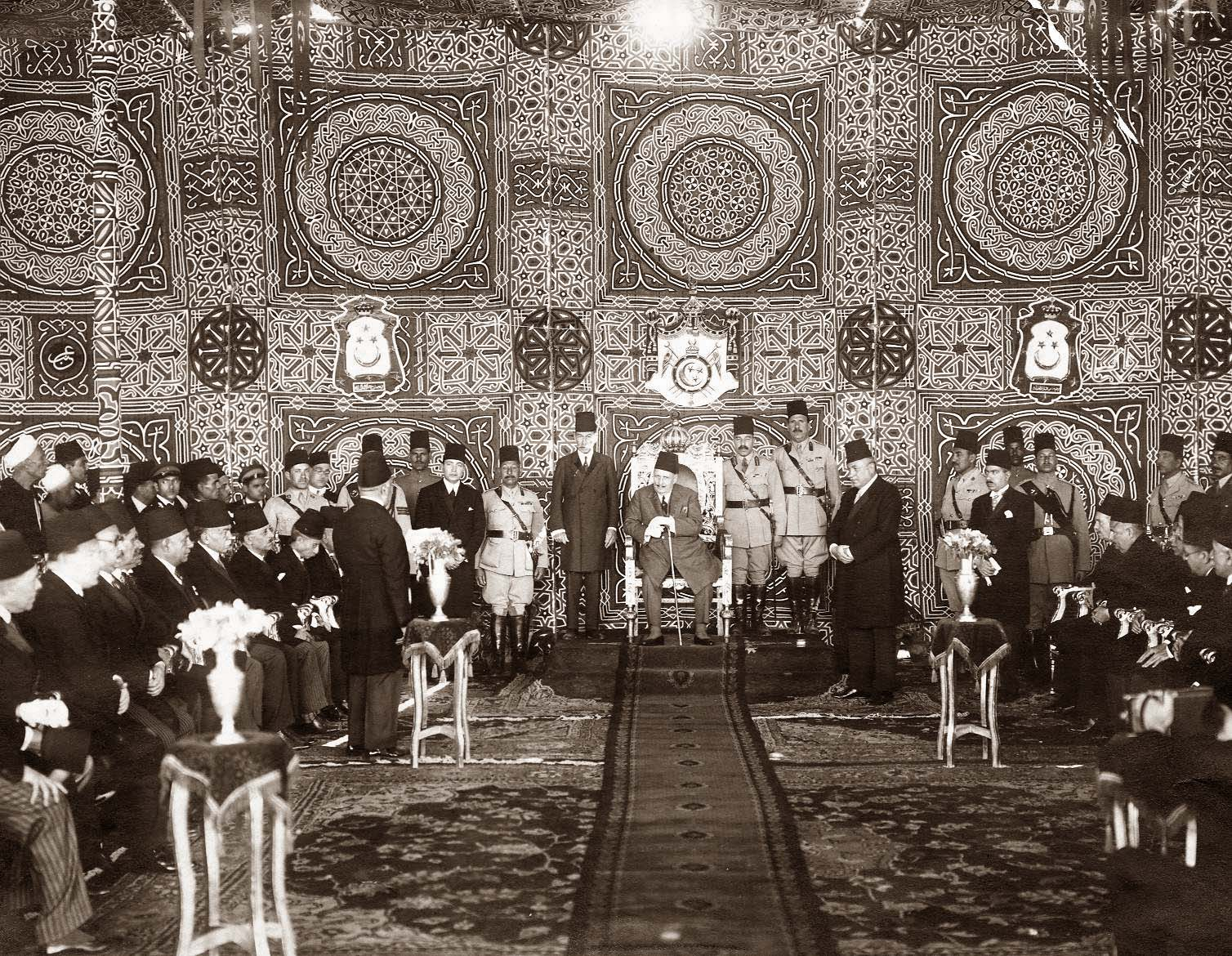
الملك فؤاد يجلس في السرادق المقام بشركة غزل ونسيج القطن بالمدينة حيث كان يستمع إلى خطبة طلعت حرب بك.

المحلة الكبرى هي ثاني أكبر مدينة بالدلتا بعد المنصورة وثامن أكبر مدن مصر، حيث بلغ عدد سكانها 621,357 نسمة في تقدير يناير 2025. كانت المحلة في تعداد 2006 أكبر مدن الدلتا ولكن تراجعت أمام المنصورة. ترجع الزيادة الكبيرة في عدد سكان المدينة إلى سبيين: الزيادة الطبيعية والهجرة من الريف إليها فتعد المحلة وجهات الرئيسية للمهاجرين في الدلتا. بلغ معدل النمو 1.1544 في فترة 2006/1996، ومتوسط الأسرة 3.1، ومعدل وفيات الرضع 19.45 في 2006.
بلغ عدد سكان المحلة الكبرى نحو 17,000 نسمة زمن الحملة الفرنسية، ما جعلها ثالث أكبر مدينة مصرية آنذاك بعد القاهرة ودمياط، قدر علي باشا مبارك عدد سكان المدينة بقرابة 50,000 نسمة في عام 1887 وكانت في ذلك الوقت أكبر مدن الدلتا بعد الإسكندرية، وقدّر بيديكر عدد سكانها بـ 33,547 نسمة في عام 1914 فقط.
| السنة | حي أول  | حي ثالث | حي ثاني | المجموع | السنة | حي أول  | حي ثالث | حي ثاني | المجموع |
| ----- | ------- | ------- | ------- | ------- | ----- | ------- | ------- | ------- | ------- |
| 1882  | 27,851  | 27,851  | 27,851  | 27,851  | 1966  | 243,212 | 243,212 | 243,212 | 243,212 |
| 1897  | 31,791  | 31,791  | 31,791  | 31,791  | 1976  | 139,900 | 139,900 | 152,214 | 292,114 |
| 1907  | 33,537  | 33,537  | 33,537  | 33,537  | 1986  | 175,272 | 175,272 | 185,537 | 360,509 |
| 1917  | 38,088  | 38,088  | 38,088  | 38,088  | 1996  | 191,436 | 191,436 | 203,488 | 394,924 |
| 1927  | 45,642  | 45,642  | 45,642  | 45,642  | 2006  | 212,067 | 212,067 | 230,891 | 422,854 |
| 1937  | 63,292  | 63,292  | 63,292  | 63,292  | 2017  | 158,876 | 113,672 | 246,250 | 518,798 |
| 1947  | 115,758 | 115,758 | 115,758 | 115,758 | 2025  | 190,282 | 136,139 | 294,936 | 621,357 |
| 1960  | 178,388 | 178,388 | 178,388 | 178,388 | –     | –       | –       | –       | –       |

### الدين
معظم سكان المحلة الكبرى مثل باقي المدن المصرية مسلمون سنة مع وجود أقلية مسيحية قبطية أرثوذكسية والطوائف المسيحية الأخرى. بلغ عدد مسلمي المدينة 348,255 نسمة وعدد المسيحين 12,232 في تعداد عام 1986 من أصل 360,509 سكان بالمدينة وقتها. بالمحلة أبرشية أرثوذكسية في كاتدرائية القديسة السيدة العذراء يرأسها الأنبا إغناطيوس الأسقف العام لإبيراشية المحلة الكبرى وتوابعها.
كان يوجد في المدينة بالماضي جالية يهودية قديمة وكانت المدينة أحد أهم مراكزهم في وجه بحري حتى أن المدينة استقبلت في النصف الأول من القرن الثالث عشر مهاجرين يهود من تونس وفلسطين والمغرب، وعملوا بها في عدة مهن وحرف مثل نسج الحرير والطب وجباية الضرائب والتجارة وكان منهم أصحاب محال وعقارات. بلغ قوام تلك الجالية 83 شخص (تعداد 1927) وكان لليهود بها معبد يسمى معبد الأستاذ في خوخة اليهود.

### التعليم
تنتشر في المحلة الكبرى المدارس بجميع أنواعها من ابتدائية وإعدادية وثانوية وكذلك المعاهد الأزهرية ولكن يقتصر التعليم العالي فيها على الكلية التكنولوجية بالمحلة الكبرى، ولا يوجد بها أي فرع لجامعة حكومية ويلتحق طلبها بجامعتي طنطا والمنصورة. من أشهر مدارس المدينة مدرسة المحلة الثانوية الصناعية الزخرفية التي أنشئت عام 1923 والمعهد الديني الثانوي الواقع بداير الناحية. بلغ عدد الأميين بالمحلة 65,829 نسمة في تعداد عام 2017 وعدد ذوي التعليم العالي 79,624 نسمة، ولكن أكبر حالة تعليمية هي ذوي المؤهل المتوسط الفني البالغة 102,587 نسمة. تترفع حالات التسرب في المدينة حيث بلغت (التحق وتسرب ولم يلتحق) 123,224 نسمة.

### الصحة
يوجد بالمحلة عدد من المستشفيات الحكومة والخاصة أهمها:
- مستشفى صدر المحلة القديمة[وب 10]
- مستشفى الرمد بالمحلة الكبرى[وب 11]
- مستشفى المحلة العام
- مستشفى حميات المحلة[وب 12]
- مستشفى فاروق العام بالمحلة
- مستشفى كبد المحلة التعليمى
- مركز القلب بالمحلة
- مستشفى مبرة المحلة للتأمين الصحي[وب 13]

### الثقافة
يوجد في المدينة مكتبة المحلة الكبرى العامة الواقعة في ميدان السكة الحديد والتي بنيت عام 1936، وقصر ثقافة المحلة الذي يتخطى عمره 130 وكان منزل عبد الحي باشا خليل بدأت وزارة الثقافة تطويره في 2023، ومسارح غزل المحلة الذي سعته 500 كرسى و23 يوليو الذي سعته 420 كرسى.

## الاقتصاد
المحلة معروفة منذ القرن التاسع الهجري على الأقل بكونها مركز لحلج الحرير والكتان وأيضا مركزًا للزيوت، ويتضح حجم إنتاج المدينة من قول المسيو جالوا أحد مهندسي الحملة الفرنسية «معظم الحرير الذي تلبسه النساء في مصر ينسج في مصانع المحلة الكبرى.»، وفي عهد محمد علي أنشئ بها مصنع للغزل والنسيج. ذكر علي مبارك أن المدينة في عهدها كانت بها ورش إصلاح الآلات ومصانع للغزل كانت منتجاتها من جودتها ترسل هدايا لعظماء الدول الأخرى وسلاطين بني عثمان. يمر بالمدينة خط طنطا المنصورة دمياط الذي يبدأ من طنطا ثم يمر بالمدينة وسمنود ليصلها كلها بالمنصورة ودمياط.
تحتوي المدينة بالمدينة ما يزيد عن 471 مصنعًا للغزل، من بينها شركة مصر للغزل والنسيج بالمحلة الكبرى عام 1927 التي أنشئت على يد طلعت حرب وعبد الحي خليل، وبدأت معها صناعة النسيج الحديثة في المحافظة، بدأت صناعة النسيج في المدينة بشكل كبير عام 1927 عندما أنشأ طلعت حرب وعبد الحي خليل شركة مصر للغزل والنسيج. وهي شركة حكومية مصرية تابعة للشركة القابضة للقطن والغزل والنسيج والملابس. وقد ذكرت الشركة في قصائد لمعروف الرصافي وجبران خليل جبران في معرض حديثهما عن طلعت حرب وبنك مصر.
أنتجت شركة مصر لوحدها 26,300 طن من الغزل و117,5 مليون متر من المنسوجات القطنية عام 1962 أي 26% من إنتاج الجمهورية العربية المتحدة من المنسوجات القطنية و17% من المنسوجات الصوفية. للشركة اليوم مجمع مصانع الشركة على مساحة 600 فدان يضم ثمانية مصانع متخصصة منها «مصنع غزل 1» المبني على مساحة 62 ألف متر مربع وهو أكبر مصنع في العالم. كانت الشركة ببدايتها تمتلك 484 نول للنسيج أصبحوا الآن 5000 نول يستهلكون حوالي مليون قنطار من القطن تمثل 25% من إجمالي الاستهلاك الكلى للجمهورية. غير شركة مصر توجد شركة النصر التي أسست في مايو 1961.
دخلت خدمة الغاز الطبيعي للمدينة في عام 2006 عبر أنابيب محطة شبشير الحصة. استهلكت المدينة 22.717 مليون متر مكعب من الغاز الطبيعي في عام 2020 أي 33.20% من استهلاك المحافظة في ذلك العام، كمية استهلاك المصانع تبلغ 70,982,249 متر مكعب، تحتل المدينة بهذه الرقم المرتبة الثاني بين مدن المحافظة في استهلاك الغاز رغم بنيتها الصناعية الكبيرة وعدد سكانها الأكبر بين مدن المحافظة.

## التقسيم الإداري

الوحدات المحلية بمركز المحلة الكبرى

المحلة هي قاعدة مركز المحلة الكبرى، وتنقسم المدينة إلى ثلاثة أحياء (حي أول، حي ثاني، حي ثالث)، و58 قرية ويتبعها 15 وحدة محلية. يعد مركز المحلة الكبرى أكبر مراكز المحافظة مساحة (444,15 كم2) وسكانًا (1,312,484). ويرأس المدينة ومركزها محمد حنتوش ويرأس الحي الأول أحمد حسين عبد المعطي خفاجي ويرأس حي ثاني أحمد المغاوري.
بدأ تقسيم مدينة المحلة الكبرى عام 1971 عندما قسمت إلى قسمين: قسم أول المحلة الكبرى وقسم ثان المحلة الكبرى. أنشئ في عام 2014 قسم ثالث شرطة المحلة الكبرى تمهيدًا لاستحداث حي ثالث المحلة الذي وافقت لجنة الإسكان والإدارة المحلية والنقل بمجلس الشيوخ عليه في 2022.

### الشياخات

شياخات مدينة المحلة الكبرى، حي أول باللون الأزرق، حي ثاني باللون الأصفر، حي ثالث باللون الأخضر

يوجد بالمحلة الكبرى 11 شياخات ثلاث منها في حي أول وأربع في حي ثاني وأربع في حي ثالث.
| حي أول            | عدد السكان (تعداد 2018) | حي ثاني        | عدد السكان (تعداد 2018) | حي ثالث          | عدد السكان (تعداد 2018) |
| ----------------- | ----------------------- | -------------- | ----------------------- | ---------------- | ----------------------- |
| حسين سيد أحمد علي | 46,324                  | مصطفى الأجرودي | 25,940                  | المنسي سرحان     | 38,553                  |
| البرج             | 59,238                  | أحمد المنسى    | 10,419                  | عبد الحي شلبي    | 33,621                  |
| ناصر              | 60,809                  | السبخاوي       | 4910                    | التحرير          | 17,760                  |
| —                 | —                       | إمام الحسيني   | 216,598                 | محمد حسين السحلى | 29,098                  |

### الوحدات المحلية
يتبع مركز المحلة الكبرى بالإضافة إلى مدينة المحلة 16 وحدة محلية هي الشهيدي ودمرو السادات وشبرا بابل وبشبيش وصفط تراب ومحلة حسن والهياتم والعامرية والمعتمدية ومحلة أبو على القنطرة والبنوان وسامول وميت الليث هاشم والجابرية ونمرة البصل وبلقينا.

## المعالم

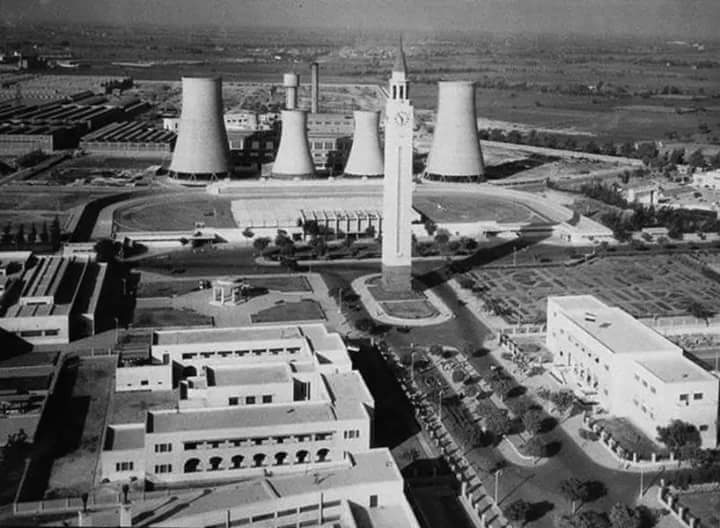
برج الساعة ومصنع شركة مصر للغزل والنسيج عام 1950

### برج الساعة
برج الساعة من أبرز المعالم المعمارية بالمحلة الكبرى. بنيت بعد إنشاء شركة مصر للغزل والنسيج في عام 1947، يبلغ طول الساعة 90 متر يبلغ طول العقرب الكبير للساعة 225 سم أي ما يعادل 2.25 متر ويتمثل في وجود 4 مصابيح نيون عليه. يبلغ طول العقرب الأصغر 125 سم أي ما يعادل 1.25 متر. توجد الساعة بجوار استاد المحلة الشهير وبجوار مستشفى الشركة.

### خوخة اليهود
خوخة اليهود هو كنيس في منطقة سوق اللبن بمدينة المحلة الكبرى، أنشئه الحاخام اليهودي حاييم الأمشاطى في عام 1044. وكان في الماضي مزار لليهود المحلة حتى هاجروا من مصر وكان يقام احتقال في شهر مايو من كل عام إلا أن المعبد تعرض لعدة حرائق بسبب الإهمال. عثر بداخل المعبد على لفائف توراة مكتوبة على جلد الغزال.

### المساجد
بالمحلة الكبرى العديد من المسجد والآثار الإسلامية، منها الوكلات والحمامات والخانات والقيساريات، فذكر أن عدد المساجد الأثرية المحلة يبلغ 366 مسجد.

#### مسجد العمرية
مسجد العمري أو الغمري أقدم مساجد المحلة قيل أن من بناه هو أولاد عمرو ابن العاص وقيل أنه بُني في سنة 508 في عهد الحاكم بأمر الله وسمي بالعمري تيمنًا بمسجد عمرو بن العاص أقدم مسجد بمصر. توجد لوحتان من الرخام بالمسجد بالخط الكوفي المُزهر، الأولى بها اسم باني المسجد القاضي أبي الفتح المسلم بن علي بن الحسن الرصعني، والثانية بها آيات من القرآن وأسماء أئمة الإسماعلية، المسجد الحالي بحالة سيئة.

#### مسجد المتولي

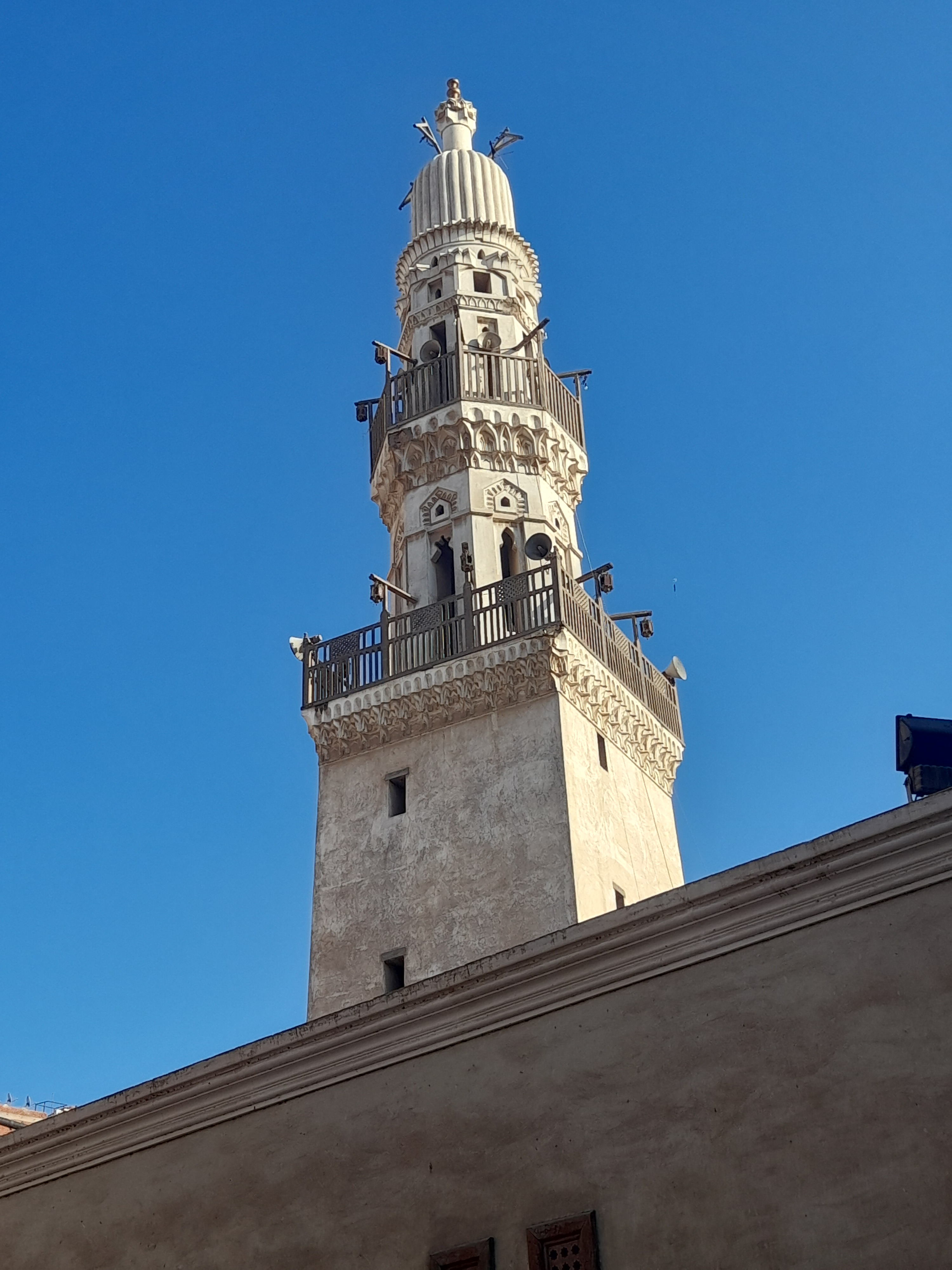
مئذنة مسجد المتولي المبنية على الطراز المملوكي.

مسجد المتولي أو الطريني تبلغ مساحته فدانين وهو بذلك أكبر مساجد المحلة ومن أكبر مساجد محافظة الغربية، يتبع عمارة المسجد نظام الإيوان والأروقة، أكبر تلك الأروقة رواق القبلة الذي به خمسة صفوف ثم الرواق الغربي (أربع صفوف) ثم الرواق الشرقي (ثلاثة صفوف) وأخيرا الرواق الشمالي (رواقين)، بإجمالي 149 عمود. بالمسجد منبر خشبي مطعم بالعاج والصدف. يعود إنشاء المسجد إلى العصر المملوكي في أوائل القرن التاسع الهجري والخامس عشر الميلادي، وأنشأه أحمد بن علي بن يوسف المحلي المعروف بالطريني، وقد رُمم المسجد في القرن التاسع عشر تحت إشراف شرفي بك ومحمد الجمل، ورممه المجلس الأعلى للآثار عام 1995.

#### مسجد الحاج عبد الله عاصي
أنشأ هذا المسجد الحاج عبد الله عاصي سنة 1135 هجري (1722) وأكمل بنائه ولديه محمد وإسماعيل، لم يبقى من بناء الجامع القديم إلا مئذنته وهي قاعدة مثمنة تعلوها طبقة اسطوانية بنهايتها خوذة مخوصة. يقع المسجد في منطقة سوق الليمون بشارع أبى سيفين المتفرع من شارع العباسى القديم بالمحلة الكبرى. رمم المجلس الأعلى للآثار المسجد وافتتحه خالد خضر وكيل وزارة الأوقاف بالغربية في مارس 2022.

#### مسجد أبي الفضل الوزيري
أنشائه الشيخ أبي الفضل الوزيري في القرن الثامن الهجري بسويقة النصارى وهو مبنى على الطراز المملوكي ولكن لم يبقى من بنائه الأصلي إلا المأذنة، تغيرت عمارة المسجد بعدما رممه محمود الشعار عام 1278 في العصر العثماني. أزالت وزارة الأوقاف المسجد القديم في النصف الثاني من القرن العشرين عندما وجد أن ترميم المسجد غير ممكن وبنت مكانه مسجدًا عصريًا.

### الحمامات
ذخرت مدينة المحلة بالمنشآت الاجتماعية مثل الأسبلة وعلى رأسها الحمامات العامة والتي كان لها دور بارز في الحياة اليومية. المثال الوحيد الباقي من هذه الحمامات هو حمام المتولي القريب من جامع المتولي، أنشأه الأمير جاويش عام 1694 على شكل أربع ايوانات أكبرهم الإيوان الشمالي الشرقي، تغيرت بعض من العناصر المعمارية بالحمام منذ إنشائه وحتى تسجليه في عداد الآثار الإسلامية في عام 2000.
أما الحمامات التي اندثرت فمنها حمام الأمير جاويش جوربجي الذي بُني عام 1689 أمام ضريح سعد الأنصاري، وحمام البصل الذي شيده منصور الشعار وأحمد الصايغ عام 1724 بالقرب من جامع المتولي والذي تبِعاه بإنشاء حمامٍ آخر عام 1733 عُرف بحمام وقف منصور الشعار والحاج أحمد الصايغ بالقرب من الحمام الأول، وحمام حمادة الذي أنشأه ابن حماد المنزلي قبل عام 1688 بالقرب من مسجد محمد المنسوب، فضلًا عن حمام صندفا وسويقة النصاري القريب من جامع عنقا.

### الرياضة
يوجد عدة نواي بالمحلة أقدمها نادي بلدية المحلة الذي تأسس عام 1931 باسم نادي فاروق، والذي يلعب حاليًا في الدوري المصري الممتاز. أما أشهرها نادي غزل المحلة الذي أسس عام 1936 والفائز بالدوري المصري الممتاز 1972–73.
- نادي مجلس بلدية المحلة الكبرى (1931)
- نادي غزل المحلة (1936)[وب 33]
- نادي صيد المحلة[وب 34]

## الأعلام
- جابر عصفور (1944 - 2021) كاتب ومفكر وباحث وأكاديمي كان رئيس المجلس القومي للترجمة وأمينًا عامًا للمجلس الأعلى للثقافة في مصر ووزيرًا للثقافة.[68]
- جلال العشري (1939 - 1988) ناقد أدبي وكاتب وصحفي.[69]
- حسن أبو السعود (1948 - 2007) ملحن وموسيقار والنقيب السابق لنقابة الموسيقيين المصريين.[وب 35]
- خالد عيد (1964 -) لاعب كرة قدم سابق في مركز المهاجم، ثم مدير فني لنادي طنطا ومدير فني لنادي غزل المحلة.[وب 36]
- شوقي غريب (1959 -) لاعب كرة قدم دولي سابق ومدرب منتخب مصر الأوليمبي.[وب 37]
- صفية العمري (1949 -) ممثلة.[70]
- صلاح ذو الفقار (1926 - 1993) ممثل ومنتج سينمائي.[71]
- عبد الحي أديب (1928 - 2007) كاتب سيناريو.[72]
- عفاف راضي (1954 -) ممثلة ومغنية.[73]
- عمرو أديب (1963 -) مذيع ومقدم برامج مصري سعودي.[وب 38]
- محمد النني (1992 -) لاعب كرة قدم يلعب وسط دفاعي في نادي أرسنال الإنجليزي وللمنتخب المصري كما شارك مع منتخب مصر الأولمبي في أولمبياد لندن 2012.[وب 39]
- محمد أبو زهرة (1898 - 1974) عالم ومفكر وباحث وكاتب من كبار علماء الشريعة الإسلامية والقانون في القرن العشرين.[74]
- محمود البزاوي (1963 -) ممثل.[75]
- محمد المنسي قنديل (1949 -) هو قاص وروائي،[76] حصل على جائزة الدولة التشجيعية عام 1988م.[وب 40]
- محمد الرفاعي (1945 - 2017) هو كاتب وصحفي وناقد فني.[77]
- محمد بديع (1943-) المرشد العام الثامن لجماعة الإخوان المسلمين.[وب 41]
- محمد مصطفى زيادة (1900-1968) مؤرخ مصري.[وب 42]
- مكاريوس الثالث (1872 - 1945) بابا الأقباط الأرثوذوكس رقم 114.[78]
- كرم النجار (1945 - 2021) هو مؤلف ومخرج وكاتب.[وب 43]
- كيرلس الأول بابا الإسكندرية والبطريرك الرابع والعشرون.[la 7]

## فهرست المراجع

### منشورات
باللغة العربية
1. ↑  GeoNames (بالإنجليزية), 2005, QID:Q830106
2. ↑  الشرقاوي (1987)، ص. 13.
3. 1 2  محمد (1983)، ج. 5، ص. 232.
4. ↑  المجالس القومية المتخصصة (1992)، ص. 215.
5. 1 2 3  الشرقاوي (1987)، ص. 15.
6. ↑  رمزي (1994)، ج. 2، ص. 16.
7. 1 2  خليل (1963)، ص. 70.
8. ↑  جبريل (2023)، ص. 255.
9. 1 2  بصل (1993)، ص. 68.
10. 1 2 3  رمزي (1994)، ص. 18.
11. ↑  محمد (1983)، ج. 5، ص. 231.
12. ↑  الجبرتي (1998)، ص. 196-197.
13. ↑  أوزتونا (1988)، ص. 849-850.
14. ↑  الشرقاوي (1987)، ص. 19.
15. 1 2  طوسون (2016)، ص. 14.
16. ↑  الرفاعي (1951)، ص. 595، 598.
17. ↑  الرافعي (1987)، ص. 247.
18. ↑  رمزي (1994)، ص. 12.
19. ↑  إسماعيل (2005)، ص. 37.
20. ↑  عثمان (1998)، ص. 19-59.
21. ↑  الجريدة الرسمية (1960)، ص. 1957.
22. 1 2 3  مبارك (1886)، ج. 15، ص. 18.
23. ↑  حسن (1996)، ص. 67-68.
24. 1 2  علي (2022)، ص. 308.
25. ↑  غانم (2016)، ص. 150.
26. ↑  قناوى (2013)، ص. 62.
27. ↑  بركات (2013)، ص. 200.
28. ↑  حمدان (1996)، ص. 98، 168.
29. 1 2 3 4 5 6 7  مصلحة الإحصاء والتعداد (1953)، ج. 1، ص. 1.
30. ↑  الجهاز المركزي للتعبئة العامة والإحصاء (1966)، ص. 20.
31. 1 2  الجهاز المركزي للتعبئة العامة والإحصاء (1978)، ص. 14.
32. 1 2  الجهاز المركزي للتعبئة العامة والإحصاء (1986)، ج. 2، ص. 14-15.
33. ↑  الجهاز المركزي للتعبئة العامة والإحصاء (1998)، ص. 6-7.
34. ↑  الجهاز المركزي للتعبئة العامة والإحصاء (2008)، ص. 3.
35. 1 2 3  الجهاز المركزي للتعبئة العامة والإحصاء (2017)، ص. 2.
36. ↑  مصلحة الإحصاء والتعداد (1962)، ص. 1.
37. ↑  غنيم (1969)، ص. 13-14.
38. ↑  غنيم (1969)، ص. 30.
39. ↑  غنيم (1969)، ص. 39.
40. ↑  مصلحة عموم الإحصاء (1929)، ص. 128-131.
41. ↑  علي (2010)، ص. 329.
42. ↑  الشرقاوي (1987)، ص. 22-23.
43. ↑  عبد الرحمن (1989)، ص. 129–131.
44. ↑  عيسى (2021)، ص. 39.
45. ↑  علي (2000)، ص. 137-139.
46. ↑  الهيئة العامة (2015)، ص. 72.
47. 1 2 3  خليل (1963)، ص. 78.
48. ↑  ما موقفي في مصرف للمال  – عبر ويكي مصدر.
49. ↑  عاد حقا أن المحلة كبرى  – عبر ويكي مصدر.
50. ↑  خليل (1963)، ص. 86.
51. ↑  الشرقاوي (1987)، ص. 22.
52. ↑  لبشتين (2024)، ص. 39-40.
53. ↑  صقر (2019)، ص. 170.
54. 1 2  الواقع المصرية (2014)، ص. 4.
55. ↑  الجريدة الرسمية (2012)، ص. 29-30.
56. ↑  عرفة (1993)، ص. 70.
57. ↑  محمد (1966)، ص. 94.
58. 1 2 3  بصل (1993)، ص. 70.
59. 1 2  محمد (1966)، ص. 95-94.
60. ↑  محمد (1983)، ج. 2، ص. 112.
61. 1 2 3 4  المجالس القومية المتخصصة (1992)، ص. 216.
62. ↑  محمد (1983)، ج. 2، ص. 111.
63. 1 2  محمد (1966)، ص. 95.
64. ↑  محمد (1966)، ص. 96.
65. ↑  بصل (1993)، ص. 71.
66. 1 2 3  الحداد (2020)، ص. 202-217.
67. ↑  أيوب (2018)، ص. 279.
68. ↑  الورواري (2020)، ص. 173.
69. ↑  مركز الملك فيصل للبحوث والدراسات الإسلامية (1977)، ص. 5.
70. ↑  قاسم (2020)، ج. 1، ص. 347.
71. ↑  قاسم (2020)، ج. 1، ص. 348.
72. ↑  إبراهيم (2000)، ص. 10.
73. ↑  قاسم (2020)، ج. 2، ص. 435.
74. ↑  شبير (2006)، ص. 24.
75. ↑  قاسم (2020)، ج. 1، ص. 610.
76. ↑  يوسف (1994)، ص. 326.
77. ↑  الرفاعي (2019)، ص. 2.
78. ↑  سلام (2006)، ص. 456.

باللغات الأوروبية
1. ↑  Porter (2004), vol. 4, p. 42.
2. ↑  Impériale Imprimerie (1822), p. 166–169.
3. ↑  d’Abbadie (1963), vol. 11, p. 16.
4. ↑  Amélineau (1893)، ص. 262.
5. 1 2  Maspero (1919), vol. 36, p. 164.
6. ↑  Baedeker (1914), p. 174.
7. ↑  Norman (2002)، ص. 204.

### وب
باللغة العربية
1. ↑  "تعيين اللواء عمرو فكرى رئيساً لمركز ومدينة المحلة". اليوم السابع. 23 يناير 2023. مؤرشف من الأصل في 2023-01-27. اطلع عليه بتاريخ 2024-04-09.
2. ↑  "عمال المحلة الكبرى في مصر: بدأنا الثورة مبكراً". BBC News عربي. 3 يناير 2012. مؤرشف من الأصل في 2024-04-08. اطلع عليه بتاريخ 2024-04-08.
3. ↑  "مسيرات مليونية بمحافظات مصر". الجزيرة نت. مؤرشف من الأصل في 2025-04-05. اطلع عليه بتاريخ 2025-04-05.
4. ↑  "مسيرات مليونية بمحافظات مصر". الجزيرة نت. 1 فبراير 2011. مؤرشف من الأصل في 2025-04-05. اطلع عليه بتاريخ 2025-04-04.
5. ↑  "إصابات بمظاهرات ضد الانقلاب بمصر". الجزيرة نت. 6 ديسمبر 2013. اطلع عليه بتاريخ 2025-04-05.
6. ↑  مبروك، محمد (30 يونيو 2013). "بالصور.. الآلاف يتظاهرون في ميدان الشون بالمحلة الكبري". بوابة الأهرام. مؤرشف من الأصل في 2025-04-07. اطلع عليه بتاريخ 2025-04-05.
7. 1 2  "تقديرات السكان 1/1/ 2025 - أقسام ومراكز". الجهاز المركزي للتعبئة العامة والإحصاء. 1 يناير 2025. مؤرشف من الأصل في 2025-05-03. اطلع عليه بتاريخ 2025-05-01.
8. ↑  شبل، علاء (7 أبريل 2024). "محافظ الغربية يستقبل الأنبا إغناطيوس للتهنئة بعيد الفطر المبارك". الشروق. مؤرشف من الأصل في 2024-04-09. اطلع عليه بتاريخ 2024-04-08.
9. ↑  "الكليات التكنولوجية". وزارة التعليم العالي والبحث العلمي. مؤرشف من الأصل في 2024-03-12. اطلع عليه بتاريخ 2024-04-08.
10. ↑  "شاهد أقدم مستشفى صدر أنشأها الملك فاروق بعد العباسية.. 40 مليون تكلفة تطويرها". اليوم السابع. 15 يناير 2020. مؤرشف من الأصل في 2023-11-18. اطلع عليه بتاريخ 2024-04-08.
11. ↑  "مستشفى رمد المحلة صرح طبى يدخل الخدمة قريبا بعد توقف 16 عاما.. فيديو". اليوم السابع. 21 نوفمبر 2022. مؤرشف من الأصل في 2022-11-21. اطلع عليه بتاريخ 2024-04-08.
12. ↑  ناصف، أحمد فتحي ورفيق (22 أبريل 2021). "وكيل صحة الغربية يتفقد مستشفى حميات المحلة لمتابعة سير العمل". الوطن. مؤرشف من الأصل في 2024-04-08. اطلع عليه بتاريخ 2024-04-08.
13. ↑  "جولة تفقدية لمحافظ الغربية بمستشفى مبرة المحلة عقب تطويرها". اليوم السابع. 9 أغسطس 2022. مؤرشف من الأصل في 2022-08-21. اطلع عليه بتاريخ 2024-04-08.
14. ↑  "شاهد أقدم منارة ثقافية.. مكتبة المحلة العامة عمرها 88 عاما ولسه بتستقبل زوارها". اليوم السابع. 11 يناير 2024. مؤرشف من الأصل في 2024-01-11. اطلع عليه بتاريخ 2024-04-11.
15. ↑  "يد التطوير تمتد لقصر ثقافة المحلة قلعة التنوير ومفرخة الفنانين والأدباء". اليوم السابع. 16 يوليو 2023. مؤرشف من الأصل في 2023-07-19. اطلع عليه بتاريخ 2024-04-11.
16. ↑  "أشهر وأعرق المنارات الفنية والثقافية بالغربية". اليوم السابع. 10 يناير 2024. مؤرشف من الأصل في 2024-01-10. اطلع عليه بتاريخ 2024-04-11.
17. ↑  "مسرح 23 يوليو بالمحلة الكبرى يشهد أولى ليالى رمضان الثقافية والفنية". اليوم السابع. 22 مارس 2024. مؤرشف من الأصل في 2024-04-05. اطلع عليه بتاريخ 2024-04-11.
18. ↑  "القابضة للقطن والغزل والنسيج والملابس". مركز معلومات قطاع الأعمال العام. مؤرشف من الأصل في 2022-08-14. اطلع عليه بتاريخ 2022-08-14.
19. ↑  "أتى من مصر طلعتها بن حرب لمعروف الرصافي". الديوان. مؤرشف من الأصل في 2021-11-29. اطلع عليه بتاريخ 2025-07-20.
20. 1 2  "ما موقفي في مصرف للمال لجبران خليل جبران". الديوان. مؤرشف من الأصل في 2023-10-14. اطلع عليه بتاريخ 2025-07-20.
21. ↑  عبد الفتاح حجاب (7 نوفمبر 2021). "افتتاح أكبر مصنع غزل بالعالم في المحلة في النصف الثاني من 2022". الأهرام. مؤرشف من الأصل في 2022-10-01. اطلع عليه بتاريخ 2022-10-01.
22. ↑  عبد الفتاح حجاب (28 أغسطس 2022). "الأعمال العام: لا نهدف لمنافسة القطاع الخاص بمشروع تطوير الغزل والنسيج وإنما تحقيق التكامل لدعم التصنيع المحلي". الأهرام. مؤرشف من الأصل في 2022-10-01. اطلع عليه بتاريخ 2022-10-01.
23. ↑  "محافظة الغربية". الهيئة العامة للاستعلامات. 27 يوليو 2022. مؤرشف من الأصل في 2024-03-14. اطلع عليه بتاريخ 2024-03-06.
24. 1 2  "قيادات المحافظة". محافظة الغربية. مؤرشف من الأصل في 2022-07-05. اطلع عليه بتاريخ 2024-04-09.
25. ↑  أحمد علي (06 أبريل 2024). "الغربية.. حسين رئيسا لحي أول المحلة وعبد المطلب مديرا للبنية المعلوماتية المكانية". مؤرشف من الأصل في 2024-04-06. اطلع عليه بتاريخ 2024-04-09.
26. ↑  أحمد سعيد حسانين (29 مارس 2022). "«محلية الشيوخ» توافق على اقتراحين برغبة للنائب أحمد قناوي لاستحداث حي ثالث المحلة". بوابة الأهرام. مؤرشف من الأصل في 2022-04-21. اطلع عليه بتاريخ 2024-04-12.
27. 1 2 3  "تقديرات السكان 2018". الجهاز المركزي للتعبئة العامة والإحصاء. يوليو 2018. مؤرشف من الأصل في 2025-05-03. اطلع عليه بتاريخ 2025-02-03.
28. 1 2  "8 عقود من العمل.. ساعة المحلة تتوقف عن الدوران فجأة و«المرتب» السبب". صدى البلد. 16 أبريل 2023. مؤرشف من الأصل في 2023-04-17. اطلع عليه بتاريخ 2024-04-09.
29. ↑  محمد مبروك (25 مارس 2022). "افتتاح مسجد «عبد الله عاصي» الأثري بمدينة المحلة بعد تطويره". بوابة الأهرام. الغربية. مؤرشف من الأصل في 2022-04-20. اطلع عليه بتاريخ 2024-04-09.
30. ↑  "الآثار: الانتهاء من ترميم جامع عبد الله عاصي في المحلة الكبرى". مصراوي.كوم. مؤرشف من الأصل في 2022-07-07. اطلع عليه بتاريخ 2024-04-09.
31. ↑  "معلومة رياضية.. طلعت حرب مؤسس نادى غزل المحلة عام 1936". اليوم السابع. 3 يوليو 2021. مؤرشف من الأصل في 2021-07-03. اطلع عليه بتاريخ 2024-04-09.
32. ↑  "من الذاكرة.. غزل المحلة بطل الدوري المصري الممتاز". صدى البلد. 13 أكتوبر 2020. مؤرشف من الأصل في 2021-11-02. اطلع عليه بتاريخ 2024-04-09.
33. ↑  "صيد المحلة يفوز على أشمون بـ3 أهداف نظيفة ويرفع رصيده لـ26 نقطة". اليوم السابع. 13 ديسمبر 2022. مؤرشف من الأصل في 2022-12-17. اطلع عليه بتاريخ 2024-04-09.
34. ↑  عمر، ميادة (02 أبريل 2023). "في عيد ميلاد الموسيقار حسن أبو السعود.. تعرف على عدد زيجاته ومحطاته الفنية". أخبار اليوم. مؤرشف من الأصل في 2023-04-02. اطلع عليه بتاريخ 2025-04-08.
35. ↑  "حكاية نجم.. خالد عيد.. نجم المحلة الذى سطع في سماء الكرة المصرية". اليوم السابع. 23 نوفمبر 2022. مؤرشف من الأصل في 2022-11-23. اطلع عليه بتاريخ 2025-04-07.
36. ↑  "شوقى غريب "صائد بطولات الفراعنة الصغار" يحتفل بعيد ميلاده الـ"65"". اليوم السابع. 26 فبراير 2024. مؤرشف من الأصل في 2024-03-18. اطلع عليه بتاريخ 2024-04-05.
37. ↑  طه، محمد (28 نوفمبر 2023). "عمرو أديب من المحلة الكبرى للجنسية السعودية". أخبار اليوم. اطلع عليه بتاريخ 2025-04-08.
38. ↑  "تفاصيل زيارة محمد الننى لمسقط رأسه بمدينة المحلة.. صور". اليوم السابع. 18 يونيو 2023. مؤرشف من الأصل في 2023-06-23. اطلع عليه بتاريخ 2024-04-05.
39. ↑  "محمد المنسي قنديل". الجائزة العالمية للرواية العربية. مؤرشف من الأصل في 2023-06-08. اطلع عليه بتاريخ 2024-01-23.
40. ↑  "محمد بديع.. المرشد الثامن للإخوان". الجزيرة نت. 19 يناير 2010. اطلع عليه بتاريخ 2025-04-08.
41. ↑  الجوادي، محمد. "محمد مصطفى زيادة.. محقق المقريزي ومؤرخ المؤرخين". الجزيرة.نت. مؤرشف من الأصل في 2021-12-20. اطلع عليه بتاريخ 2022-01-23.
42. ↑  "كرم النجار". الهيئة الوطنية للإعلام. 10 ديسمبر 2020. مؤرشف من الأصل في 2024-04-05. اطلع عليه بتاريخ 2024-04-05.

باللغة الإنجليزية
1. ↑  Bilesfky, Dan (11 Feb 2006). "Danish Cartoon Editor on Indefinite Leave". The New York Times (بالإنجليزية). Archived from the original on 2024-05-29.
2. 1 2 3  Stern, Johannes (8 Dec 2012). "Protests spread throughout Egypt against Islamist dictatorship". World Socialist Web Site (بالإنجليزية). Archived from the original on 2012-12-11. Retrieved 2012-12-08.
3. 1 2 3  Knickmeyer, Ellen (18 May 2008). "Fledgling Rebellion on Facebook Is Struck Down by Force in Egypt". Washington Post (بالإنجليزية). Archived from the original on 2024-04-12.
4. ↑  Shenker, Jack (23 Jan 2011). "Egypt's frustrated young wait for their lives to begin, and dream of revolution". The Observer (England) (بالإنجليزية).
5. ↑  Verma, Sonia (27 Jan 2011). "How Egypt got here: A brutal beating and a penchant for Facebook has protesters eager to brave the streets". The Globe and Mail (بالإنجليزية). Archived from the original on 2018-05-05.
6. 1 2  Stern, Johannes (18 Jul 2012). "Egyptian workers mount mass strikes against US-backed junta". World Socialist Web Site (بالإنجليزية). Archived from the original on 2012-10-27. Retrieved 2012-12-08.
7. ↑  Bakr, Sara (7 Dec 2012). "Mahalla announces autonomy". Daily News Egypt (بالإنجليزية). Archived from the original on 2012-12-09. Retrieved 2012-12-08.
8. ↑  "Climate: Mahalla al Kubra - Climate graph, Temperature graph, Climate table". climate-data.org. مؤرشف من الأصل في 26 أغسطس 2014. اطلع عليه بتاريخ 13 أغسطس 2013.

## ثبت المراجع
باللغة العربية
الكتب
- علي باشا مبارك (قرابة 1886)، الخطط التوفيقيَّة الجديدة لمصر القاهرة ومدنها وبلادها القديمة والشهيرة (ط. 1)، القاهرة: الهيئة العامة لشؤون المطابع الأميرية، OCLC:1114309965، QID:Q127175828 {{استشهاد}}: تحقق من التاريخ في: |publication-date= (مساعدة)
- * مصلحة عموم الإحصاء (1929). كراسة تعداد مديرية الغربية. تعداد سنة 1927. القاهرة: المطبعة الأميرية.{{استشهاد بكتاب}}:  صيانة الاستشهاد: ref duplicates default (link)
- الرفاعي، عبد الرحمن (1951). عصر محمد على (ط. 3). القاهرة: مطبعة النهضة المصرية.
- مصلحة الإحصاء والتعداد (1953). الكراسة رقم 12 - مديرية الغربية. تعداد سكان المملكة المصرية لسنة 1947. المطبعة الأميرية بالقاهرة. ج. 1.{{استشهاد بكتاب}}:  صيانة الاستشهاد: ref duplicates default (link)
- مصلحة الإحصاء والتعداد (1962). محافظة الغربية. التعداد العام للسكان 1960. دار النصر للطباعة والنشر والإعلان. ج. 1.
- محمد، سعاد ماهر (1966). محافظات الجمهورية العربية المتحدة وآثارها الباقية في العصر الإسلامي (ط. 1). القاهرة: المجلس الأعلى للشؤون الإسلامية. OCLC:4771374426.
- الجهاز المركزي للتعبئة العامة والإحصاء (يوليو 1966). النتائج النهائية لتعداد السكان بالعينة 1966. تعداد 1966.{{استشهاد بكتاب}}:  صيانة الاستشهاد: ref duplicates default (link)
- * غنيم، أحمد محمد؛ أبو كف، أحمد (1969). اليهود والحركة الصهيونية في مصر 1897-1947. دار الهلال. ص. 34. OCLC:23519058.
- "من كتاب هذا العدد". مجلة الفيصل. مركز الملك فيصل للبحوث والدراسات الإسلامية ع. 3. أغسطس 1977.
- الجهاز المركزي للتعبئة العامة والإحصاء (سبتمبر 1978). تعداد السكان، النتائج التفصيلية، محافظة الغربية. التعداد العام للسكان والإسكان 1976.{{استشهاد بكتاب}}:  صيانة الاستشهاد: ref duplicates default (link)
- محمد، سعاد ماهر (1983). مساجد مصر وأولياؤها الصالحون. أشرف عليه: محمد تفيق عويضة. المجلس الأعلى للشؤون الإسلامية. OCLC:12587083.
- الجهاز المركزي للتعبئة العامة والإحصاء (1986). محافظة الغربية. الحصر الشامل - خصائص السكان، النتائج النهائية للتعداد العام. ج. 2.
- الرافعي، عبد الرحمن (1987). ثورة 1919 (ط. 4). دار المعارف.
- الشرقاوي، محمود؛ رجب، محمد (1987). المحلة الكبرى تاريخ وشخصيات (ط. 1). دار الصحوة للنشر.
- أوزتونا، يلماز (1988). تاريخ الدولة العثمانية. ترجمة: سليمان، عدنان محمود. مراجعة وتنقيح: محمود الأنصاري. استانبول: مؤسسة فيصل للتمويل. ج. 2. ص. 845. OCLC:4770494871.
- عبد الرحمن، عاصم محمد رزق (1989). مركز الصناعة في مصر الإسلامية من الفتح العربي حتى المجىء الحملة الفرنسية. الألف كتاب الثاني. الهيئة المصرية العامة للكتاب. OCLC:21328850.
- موسوعة المجالس القومية المتخصصة. القاهرة: المجالس القومية المتخصصة. ج. 16. 1992.
- عرفة، عبده علي (1993). ملف اليهود في مصر الحديثة. مكتبة مدبولى. OCLC:29862826.
- محمد رمزي (1994). القاموس الجغرافي للبلاد المصرية: من عهد قدماء المصريين إلى سنة 1945. القاهرة: الهيئة المصرية العامة للكتاب. ج. 3. ISBN:977-01-3621-0. QID:Q133169774. {{استشهاد بكتاب}}: تأكد من صحة |isbn= القيمة: checksum (مساعدة)
- يوسف، شوقي بدر (1994). ببليوجرافيا الرواية في إقليم غرب ووسط الدلتا. وزارة الثقافة. OCLC:32025478.
- حسن، محمد إبراهيم (1996). دراسات في جغرافية مصر العربية وحوض البحر الأحمر، مقوماتها الطبيعية والبشرية ومظاهر الإنتاج والتلوث البيئي. مركز الإسكندرية للكتاب. OCLC:4770179644.
- حمدان، جمال (1996). القاهرة. طبعت بمؤسسة دار الهلال. القاهرة: الهيئة المصرية العامة للكتاب. ISBN:9770148741.
- الجهاز المركزي للتعبئة العامة والإحصاء (ديسمبر 1998). محافظة الغربية. النتائج النهائية للتعداد العام للسكان والإسكان والمنشآت.{{استشهاد بكتاب}}:  صيانة الاستشهاد: ref duplicates default (link)
- الجبرتي، عبد الرحمن بن حسن (1998). مظهر التقديس بزوال دولة الفرنسيس. تحقيق: عبد الرحيم عبد الرحمن عبد الرحيم (ط. 1). القاهرة: دار الكتب المصرية.
- عثمان، طه سعيد (1998). الإضرابات في مصر زمن الأربعينيات (ط. 1). القاهرة: العربي للنشر والتوزيع.
- إبراهيم، ناهد (2000). عبد الحى أديب - دراما بلا حدود. صندوق التنمية الثقافية. ISBN:9789773052201. OCLC:49543375.
- صادق، محمد (2000). موسوعة القرن سياسة، اقتصادية، ثقافية. الشركة الشرقية. ج. 1. OCLC:47127107.
- علي، عبد العزيز عبد القادر (2000). محافظة الغربية. المجلس الأعلى للثقافة.
- فيصل، سمر روحي (2005). معجم القاصين العرب. دائرة الثقافة والإعلام، حكومة الشارقة. ISBN:9789948042341. OCLC:70198046.
- الجهاز المركزي للتعبئة العامة والإحصاء (مايو 2008). محافظة الغربية. النتائج النهائية للتعداد العام 2006.{{استشهاد بكتاب}}:  صيانة الاستشهاد: ref duplicates default (link)
- سلام، علي محمد (2006). مشاهير السياسة. مركز الإسكندرية للكتاب. ج. 1. ISBN:9789773880507.
- شبير، محمد عثمان (2006). محمد أبو زهرة إمام الفقهاء المعاصرين والمدافع الجريء عن حقائق الدين. دار القلم. OCLC:75636870.
- إسماعيل، حمادة (2008). انتفاضة 1935 بين وثبة القاهرة وغضبة الأقاليم (ط. 2). دار الشروق.
- علي، عرفة عبده (2010). يهود مصر منذ الخروج الأول إلى الخروج الثاني. القاهرة: الهيئة العامة لقصور الثقافة.
- قناوى، عبد الرحيم (2013). العشوائيات مشاكل وحلول. مكتبة الأنجلو المصرية. OCLC:1227862308.
- المنظور البيئي لاستراتيجية التنمية العمرانية على مستوى الجمهورية إقليم الدلتا. الهيئة العامة للتخطيط العمراني. 2015.
- كساب، وليد (2015). المريد في صحبة عبد الحليم عويس (ط. 1). دار البشير للثافة والعلوم. ISBN:9796500169224. OCLC:1403085884.
- غانم، إبراهيم علي (2016). أمن مصر المائي: جغرافيا وهيدرولوجيا وقانونيا وسياسيا (ط. 1). المنهل. ISBN:9796500404677.
- طوسون، عمر (2016) [1935]. الصنائع والمدارس الحربية في عهد محمد علي باشا. مؤسسة هنداوي. ص. 14.
- الجهاز المركزي للتعبئة العامة والإحصاء (2017). محافظة الغربية السكان والظروف سكنية. النتائج النهائية للتعداد العام للسكان والإسكان والمنشآت.{{استشهاد بكتاب}}:  صيانة الاستشهاد: ref duplicates default (link)
- الشريف، عمر (2017). أعلام منسية من أرض الغربية. ببلومانيا للنشر والتوزيع.
- الرفاعي، محمد (2019). حين بكت النوارس (ط. 1). دار صفصاقة للنشر والتوزيع والدراسات. OCLC:1122929488.
- الورواري، محمود (2020). أهل العقل حوارات مع قادة الفكر الأصولي والتنويري. الدار المصرية اللبنانية. ISBN:9789777952767. OCLC:1197973332.
- قاسم، محمود (2020). موسوعة الممثل في السينما العربية (ط. 1). لندن: E-Kutub Ltd. ج. 1. ISBN:9781780585482.
- قاسم، محمود (2020). موسوعة الممثل في السينما العربية. E-Kutub Ltd. ج. 2. ISBN:9781780585499.
- عيسى، صلاح (2021). البرجوازية المصرية وأسلوب المفاوضة. القارة: مركز المحروسة للنشر والخدمات الصحفية والمعلومات. ISBN:9789773138509. OCLC:1458967926.
- جبريل، محمد (2023). مصر المكان دارسة في القصة والرواية. مؤسسة هنداوي. ISBN:9781527333659.

القرارات الحكومية
- "قرار رئيس الجمهورية العربية المتحدة رقم 1755 لسنة 1960". الجريدة الرسمية (نُشِر في 7 نوفمبر 1960). ع. 254. 12 أكتوبر 1960. ص. 1957. مؤرشف من الأصل في 2023-03-11.
- "قرار رئيس مجلس الوزراء رقم 1076 لسنة 2012". الجريدة الرسمية (نُشِر في 1 نوفمبر 2012). ع. 44. 17 أكتوبر 2012. مؤرشف من الأصل في 2025-03-01.
- "قرار وزراي رقم 649 لسنة 2014". الوقائع المصرية (نُشِر في 25 مارس 2014). ع. 69. 23 فبراير 2014. مؤرشف من الأصل في 2025-04-08.

الدوريات
- خليل، محمد بدر الدين (1 يوليو 1963). "اعرف وطنك أيها العربي المحلة الكبرى مدينة المداخن والمآذن". العربي. الكويت ع. 56. مؤرشف من الأصل في 2024-03-22.{{استشهاد بدورية محكمة}}:  صيانة الاستشهاد: ref duplicates default (link)
- بصل، أحمد توفيق مصطفى (1993). "المحلة الكبرى قلعة صناعة النسيج في مصر". مجلة الفيصل. مركز الملك فيصل للبحوث والدراسات الإسلامية ع. 193.
- بركات، رباب (2013). "مؤشرات المرصد الحضري لمدينتي طنطا والسنطة". القاهرة. مؤرشف من الأصل في 2025-04-07. {{استشهاد بدورية محكمة}}: الاستشهاد بدورية محكمة يطلب |دورية محكمة= (مساعدة)صيانة الاستشهاد: ref duplicates default (link)
- صقر، مياده محمد أحمد؛ أحمد عبده، سعید؛ عبد القوي، أحمد (1 ديسمبر 2019). "مقومات الصناعات الغذائیة في محافظة الغربیة". مجلة البحث العلمی فی الآداب. ج. 5 ع. 10: 161–183. DOI:10.21608/jssa.2019.75485. ISSN:2356-833X. مؤرشف من الأصل في 2024-03-10.
- الحداد، محمد حمزة إسماعیل؛ عبد الجواد، تفیده محمد؛ سالم، أمنیه شریف محمود (1 يناير 2020). "المنشآت الاجتماعیة بمدینة المحلة الكبرى فی العصرین العثماني وأسرة محمد على دراسة أثریة فی ضوء وثائق جدیدة". وقائع تاریخیة. ج. 2020 ع. 1: 1–54. DOI:10.21608/hev.2020.100278. ISSN:2682-471X. مؤرشف من الأصل في 2025-04-27.
- علي، أسامة محمد منصور (1 يناير 2022). "التحلیل المكانی لحركة النقل الحضری فی مدینة المحلة الكبری: دراسة فی جغرافیة النقل باستخدام نظم المعلومات الجغرافیة". مجلة كلیة الآداب بقنا. ج. 31 ع. 54: 305–370. DOI:10.21608/qarts.2022.160917.1507. ISSN:1110-709X. مؤرشف من الأصل في 2025-04-27.{{استشهاد بدورية محكمة}}:  صيانة الاستشهاد: ref duplicates default (link)
- لبشتين، الاء اهاب حسن أحمد؛ السديمي، محمد زكي؛ سلامة، أحلام رجب (1 يوليو 2024). "تطور استهلاك الغاز الطبيعي في مدينة المحلة الكبرى "دراسة في جغرافية الطاقة"". المجلة العلمية بكلية الآداب. ج. 2024 ع. 56: 32–64. DOI:10.21608/jartf.2024.358879. ISSN:2735-3672. مؤرشف من الأصل في 2024-12-19.

باللغات الأجنبية
- Commission des Sciences et Arts d’Égypte, ed. (1822). Description d’Égypte (بالفرنسية). Paris: Impériale Imprimerie. Vol. Textband 5, Tafelband Antiquités V. pp. Seite 166–169, Tafel 30.10–30.14.
- Amélineau, E. (Emile) (1893). La géographie de l'Égypte (بالفرنسية). Harvard University. Paris: Imprimerie nationale. p. 262.
- Karl Baedeker (Firm) (1914). Egypt and the Sûdân; handbook for travellers (بالإنجليزية). University of California Libraries. Leipzig : K. Baedeker; New York, C. Scribner's sons; [etc., etc.] p. 174. OCLC:817134169.
- Maspero, Jean; Wiet, Gaston (1919). "Matériaux pour servir à la géographie de l'Égypte". MIFAO (بالفرنسية). 36: 164. OCLC:1508649662.
- d’Abbadie, Jeanne Vandier (1963). Nestor l'Hôte (1804–1842) : choix de documents conservés à la Bibliothèque Nationale et aux archives de Musée du Louvre. Documenta et monumenta orientis antiqui ; 11 (بالفرنسية). Leiden: Brill. p. 16. OCLC:1128343123.
- Russell, Norman (2002). Cyril of Alexandria: The Early Church Fathers (بالإنجليزية). Routledge. p. 204. ISBN:9781134673377.
- Porter, Bertha; Moss, Rosalind L. B. (2004). Topographical Bibliography of Ancient Egyptian Hieroglyphic Texts, Statues, Reliefs and Paintings. Lower and Middle Egypt: Delta and Cairo to Asyut ; IV / by Bertha Porter and Rosalind L. B. Moss. Topographical Bibliography of Ancient Egyptian Hieroglyphic Texts, Statues, Reliefs and Paintings (بالإنجليزية) (1 ed.). Oxford: Griffith Institute. Vol. 4. ISBN:978-0-900416-82-8.